# 栋德勒角

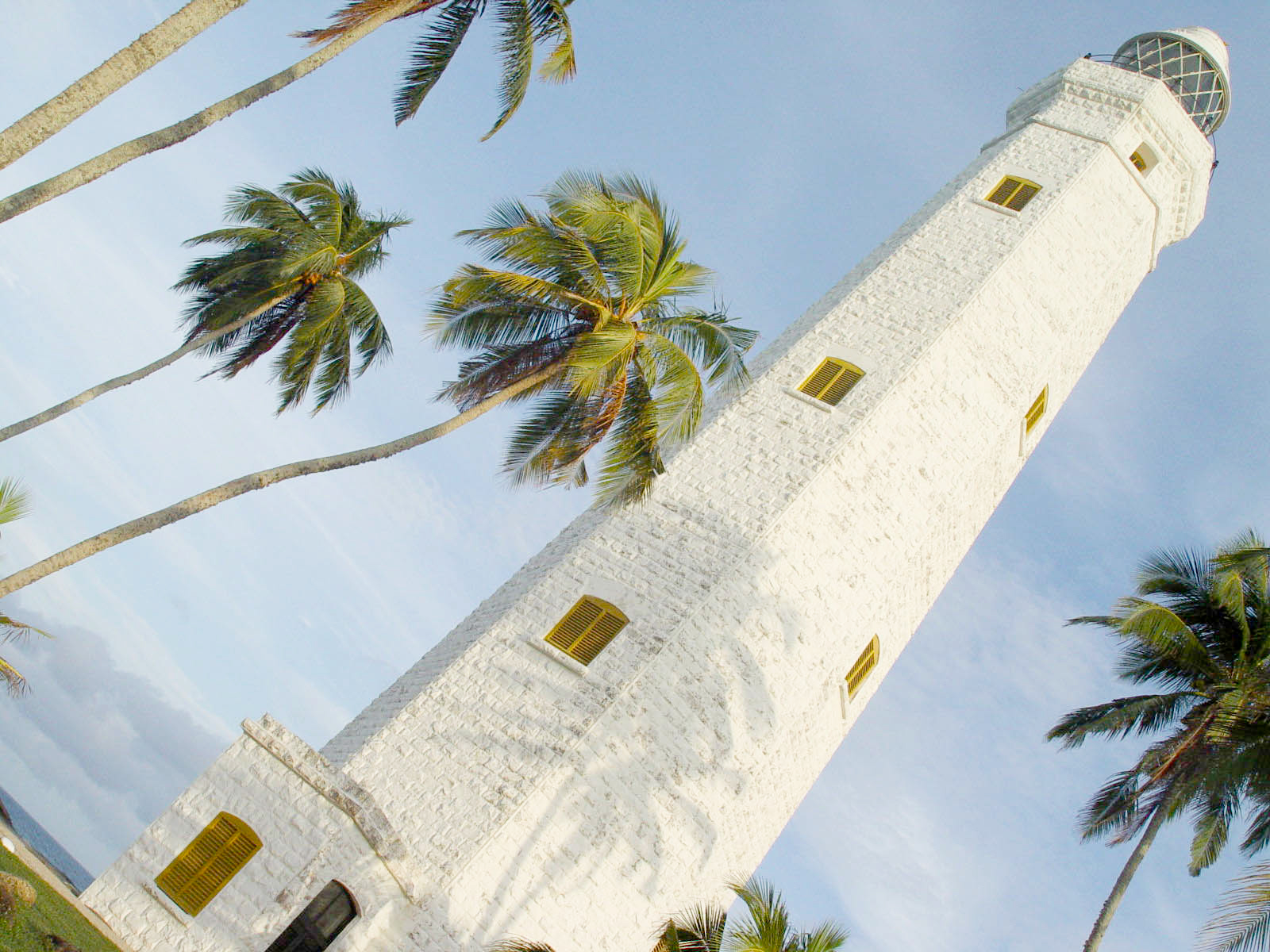
栋德勒角的灯塔。

栋德勒角（英語：Dondra Head）是斯里兰卡的最南端，从该地到苏门答腊岛西北角为孟加拉湾的南界。在明代马欢《瀛涯胜览》中称此地为佛堂山，当时是东西方海上交通线所经之地。建有斯里兰卡最高的灯塔－栋德勒角灯塔。

5°55′N 80°35′E / 5.917°N 80.583°E